# Pedro Contreras
Pedro Contreras González (Madrid, 7 januari 1972) is een Spaans voormalig doelman in het betaald voetbal. Hij speelde één keer voor het Spaans voetbalelftal, in 2002.

## Clubcarrière
Van 1992 tot 1996 speelde Contreras voor Real Madrid Castilla. Na een seizoen bij Rayo Vallecano (1996/1997) werd hij van 1997 tot 1999 reservedoelman bij het eerste elftal van Real Madrid. Contreras speelde in twee seizoenen vier wedstrijden in de Primera División en in 1999 vertrok hij daarom naar Málaga CF. Daar werd Contreras een vaste waarde. In 2003 werd hij gecontracteerd door Real Betis. Bij de club uit Sevilla was Contreras door de concurrentie van Antonio Doblas niet altijd zeker van een basisplaats.

## Interlandcarrière
Contreras speelde één interland voor het Spaans nationaal elftal, op 16 oktober 2002 tegen Paraguay (0-0). Contreras werd verkozen als derde doelman in de Spaanse selectie voor het WK 2002. Op dit toernooi kwam hij niet in actie.
1 Casillas ·
2 Torres ·
3 Juanfran ·
4 Helguera ·
5 Puyol ·
6 Hierro  ·
7 Raúl ·
8 Baraja ·
9 Morientes ·
10 Tristán ·
11 De Pedro ·
12 Luque ·
13 Ricardo ·
14 Albelda ·
15 Romero ·
16 Mendieta ·
17 Valerón ·
18 Sergio ·
19 Xavi ·
20 Nadal ·
21 Enrique ·
22 Joaquín ·
23 Contreras ·
Coach: Camacho